# Inspektorat Północny Okręgu Lwów Armii Krajowej
Inspektorat Północny Okręgu Lwów Armii Krajowej – terenowa struktura Okręgu Lwów Armii Krajowej o kryptonimach „Panorama”, „Rezeda”.
Siedziba dowództwa – Kamionka Strumiłowa.

## Obwody inspektoratu
Struktura organizacyjna podana za Atlas polskiego podziemia niepodległościowego:
- Obwód Kamionka Strumiłowa Armii Krajowej[a]
- Obwód Radziechów Armii Krajowej
- Obwód Sokal Armii Krajowej[b]

## Komendant
- por./kpt. Artur Feja „Wirch”, „Stach” (czerwiec 1942 – czerwiec 1944).